# Laquenexy
Laquenexy település Franciaországban, Moselle megyében. Lakosainak száma 1254 fő (2022. január 1.). Laquenexy Ars-Laquenexy, Courcelles-sur-Nied, Marsilly, Mécleuves, Pange, Sanry-sur-Nied és Colligny-Maizery községekkel határos.

## Népesség
A település népességének változása:
| Lakosok száma | 366  | 746  | 781  | 988  | 1075 | 1109 | 1143 | 1220 | 1258 | 1254 |
|               | 1968 | 1982 | 1990 | 2006 | 2013 | 2015 | 2017 | 2019 | 2020 | 2022 |